# Glaciológia

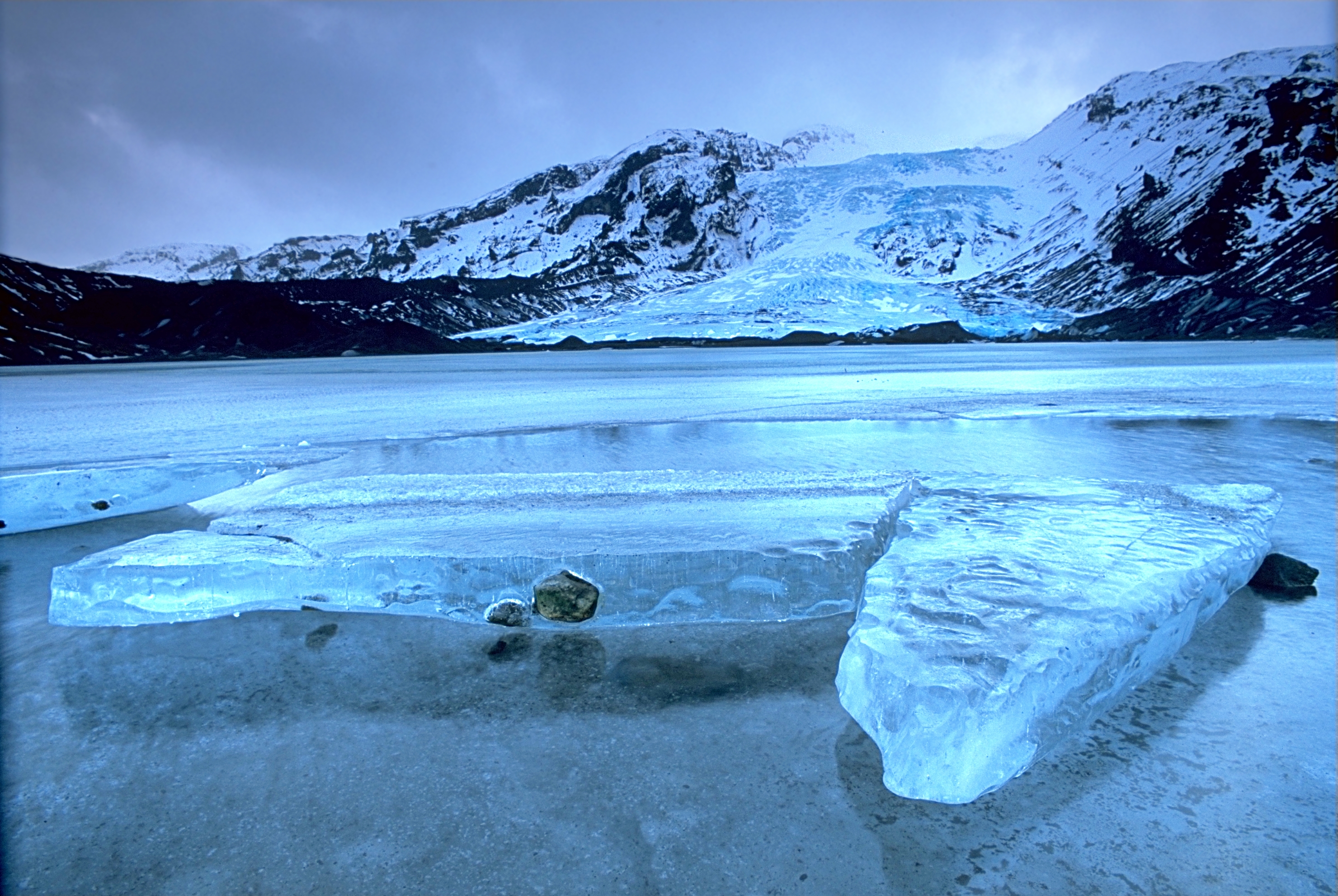
Az izlandi Eyjafjallajökull-gleccser

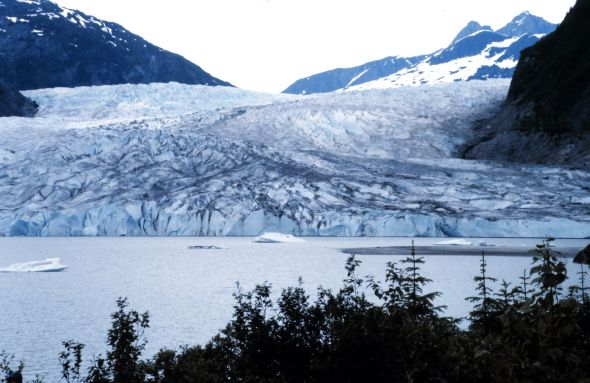
Alaszka (Mendenhall-gleccser) egyik eddig megmaradt gleccsere

A glaciológia a gleccserekkel, tágabb értelemben a jéggel, illetve az eljegesedéssel kapcsolatos természeti jelenségekkel foglalkozó tudomány. A latin glacies, „jég” szó jelentéséből ered a kifejezés.
A glaciológia interdiszciplináris tudományág: a geofizika, geológia, geomorfológia, meteorológia, ökológia, hidrológia és klimatológia határán helyezkedik el. Ma már kiterjesztő értelemben a bolygótudományok közé sorolható, hiszen a földi glaciális formákon, jelenségeken és folyamatokon kívül a Marson és az Europán is figyeltek meg jeget, illetve glaciális jelenségeket.

## Híres glaciológusok
- Claude Lorius
- H. B. de Saussure
- Lonnie Thompson
- Tim Naish

## Külső hivatkozások
- Egy kis gleccserológia
- Arctic and Alpine Research Group, University of Alberta (angol)
- International Glaciological Society (angol)
- Glaciers online (angol)